# Ву Чуенфенг
Ву Чуенфенг (кин: 吳浚鋒, романизовано Wu Chun-feng; Чангхуа, 2. децембар 1990) тајвански је пливач чија ужа специјалност су трке слободним и прсним стилом. Вишеструки је национални првак и рекордер у тркама на 50 прсно и 50 слободно.

## Спортска каријера
Ву је на међународној сцени дебитовао током 2015. такмичећи се на митингу светског купа у малим базенима у Токију, где је успео да се пласира на осмо место у финалној трци на 50 метара слободним стилом. Сличне резултате је постизао и наредне године на такмичењима истог ранга.
На светским првенствима је дебитовао у Будимпешти 2017, где је пливао у обе спринтерске трке слободним и прсним стилом. У квалификацијама трке на 50 слободно је заузео 30. место, док је на 50 прсно био 46. пливач квалификација.
На светском првенству у малим базенима у Хангџоуу 2018. се такмичио у шест дисциплина, од чега 4 штафетне. У појединачним тркама је заузео 25. место на 50 прсно и 41. место на 50 слободно. Нешто раније исте године наступио је и на Азијским играма у Џакарти, међутим ни у једној од трка у којима је учествовао није успео да се пласира у финала.
Други наступ на светским првествима у великим базенима је имао у корејском Квангџуу 2019. где се такмичио у две дисциплине. Најбољи резултат је остварио у квалификацијама трке на 50 слободно у којој је поделио 16. место са кинеским пливачем Ју Хесином. Након додатног распливавања за полуфинале, Хесин је био бржи за 0,16 секунди, а иако Ву није успео да се пласира у полуфинале, то му је био најбољи резултат у пливачкој каријери постигнут на великим такмичењима. У квалификацијама трке на 50 прсно заузео је тек 41. емсто.